# Parathyroideahormon
Parathyroideahormon (PTH), også kendt som parathormon, produceres af biskjoldbruskkirtlerne. De fleste mennesker har fire af disse kirtler, som ligger på halsen, umiddelbart bag skjoldbruskkirtlen.

## Biokemi
PTH er et peptidhormon bestående af 84 aminosyrer.

## Regulering
Udskillelsen af PTH reguleres af blodets indhold af calcium (feedback-regulering). Hvis blodets indhold af calcium er højt, reduceres PTH-produktionen og vice versa.

## Virkning
PTH påvirker knoglevævet og medfører frisætning af calcium og fosfat herfra. Desuden påvirkes nyrerne, således at udskillelsen af calcium nedsættes og udskillelsen af fosfat øges. Endelig påvirkes nyrernes produktion af aktivt vitamin D (1,25 dihydroxycholecalciferol), som igen øger optagelsen af calcium og fosfat fra tarmen.

## Anvendelse
PTH anvendes blandt andet til behandling af knogleskørhed. Denne anvendelse skyldes, at kortvarige stigninger i PTH medfører nydannelse af knogle frem for frisætning af calcium fra knoglevævet. Den eksakte årsag til dette kendes endnu ikke.